# 帕雷 (科莫省)
帕雷（義大利語：Parè），曾是意大利科莫省的一个市镇。总面积2平方公里，人口1766人，人口密度883.0人/平方公里（2009年）。ISTAT代码为013175。
2014年5月，帕雷和另外两个市镇合并为新的科尔韦代市镇。